# ゼオライト (企業)
ゼオライト株式会社（英: ZEOLITE Co.,Ltd.） は、福岡市博多区に本社を構える、水処理プラントメーカーである。

## 概要
水処理プラントメーカーとして関東や関西地区を中心に、全国展開しておりプラントのメンテナンス業務をはじめプラントの製造を行っている。
これまで、国立系病院、大型商業施設などに創水プラントを納入している。

## 事業内容

### プラント事業
- 地下水をはじめとする水源の不純物を取り除き 自家水道の設備設置。

### メンテナンス事業
- 導入した水処理プラント（逆浸透装置、ほか水処理機器）を遠隔システムで監視するとともに装置の点検、水質検査、薬品の補給まで行う保守管理業務

### 浄水器・宅配水事業
- ROミネラルウォーター浄水器「あじさいの泉」、ROミネラルウォーター宅配水「わかみず」の製造・販売

## 営業所
- 東京（東京都港区浜松町1-27-8　森ビル5F）
- 大阪（大阪府大阪市浪速区元町2-5-16　シャルムなんば202号室）
- 岡山（岡山県岡山市天瀬3ー6　京橋ビル新館503号室）
- 大分（大分県大分市上宗方1295-2　サニーコートY・A 1F）
- 長崎（長崎県長崎市古町12-1）
- 熊本（熊本県熊本市石原町1-2-60）
- 北九州（福岡県北九州市八幡西区木屋瀬5-4-20）

## 工場
- プラント組立工場（福岡市博多区那珂5-1-11）
- わかみず工場（福岡市博多区那珂3-21-33）

## 関連会社
- 株式会社アクアゼオライト